# 玩具槍

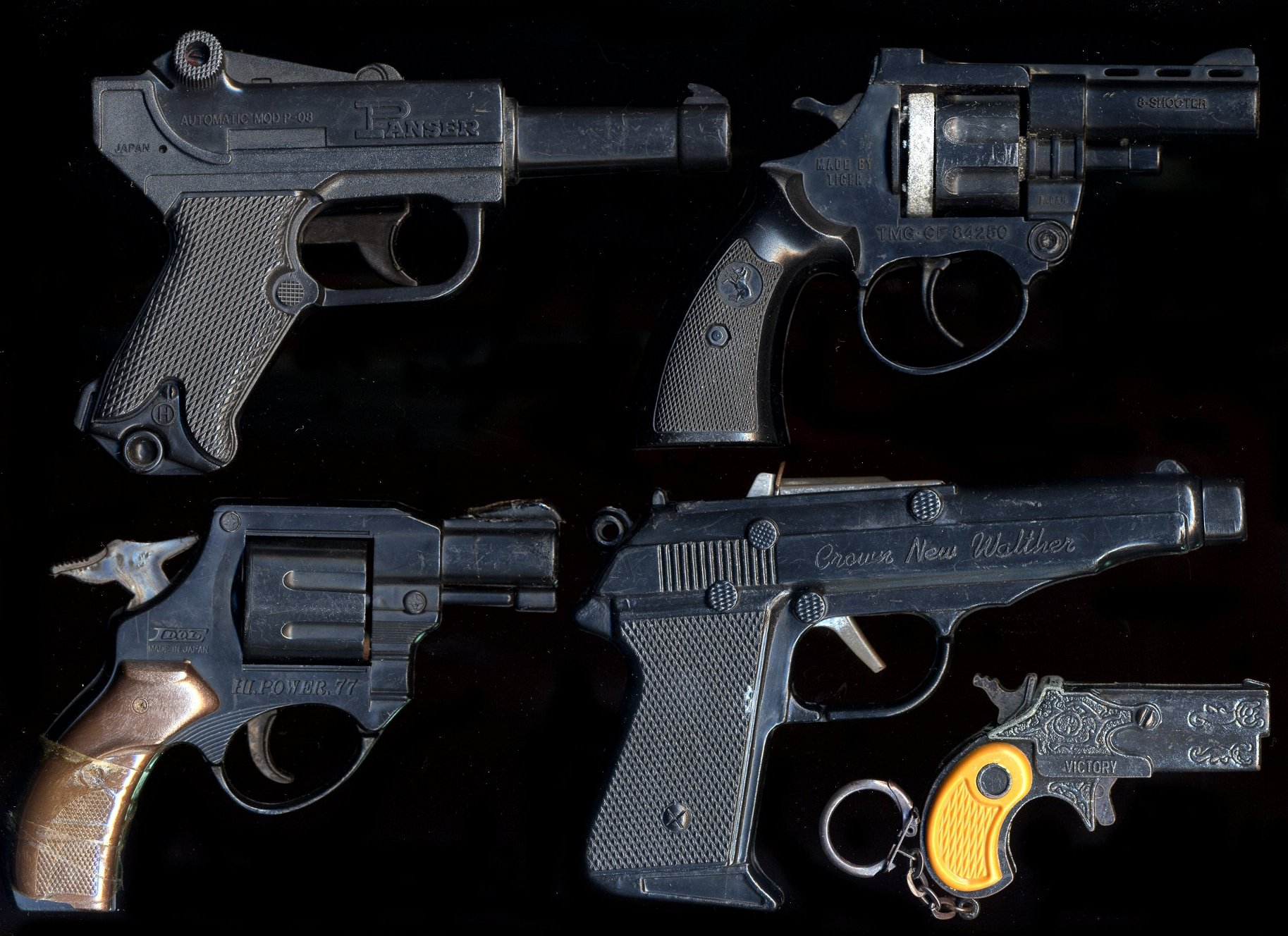

玩具槍（英語：Toy gun），是一種以槍械外型的玩具。有些使用電池當扣下扳機時具有聲光效果，或是透過壓縮空氣或些許的火藥可發射較不具殺傷力的塑膠子彈（BB彈）。臺灣是玩具槍產業最蓬勃的地区，在全世界的玩具槍市場上有五成市佔率。

## 安全顧慮
- 在真槍合法的部分國家，為了防止玩具槍與真槍的混淆，會規定在玩具槍的槍口以紅色塗裝做為區分標示。
- 台灣以BB彈的重量、口徑以及發射時的初速計算動能（單位面積焦耳），以20J/cm²為界，以此標準區分是沒有殺傷力的玩具槍或是具有殺傷力的槍枝。
- 台灣鑑識學者也發展出以編號1100-H12、厚0.65mm鋁板做為監測板的槍彈殺傷力鑑定方法，此監測鋁板之最低貫穿比動能為22.4J/cm²，因此試射彈丸若能貫穿監測板，則其比動能必定超過台灣的殺傷力判定標準20J/cm²。
- 台灣經濟部低動能遊戲用槍商品標示基準上限是3J，大概是6mm 0.2G彈丸初速173.3m/s，換算約為10.6J/cm²。
- 在中国，弹丸的重量以及发射时的动能不得超过1.8J/cm²，否则涉嫌违反相关法律法规。[2]
- 歐洲主要標準為空氣步槍16J、空氣手槍8J；例外有拉脫維亞12J；波蘭17J；法國空氣步槍20J，超過20J需取得執照；捷克超過16J需取得執照；德國空氣手槍及空氣步槍皆8J，有規範各種動能等級的年齡使用區間；匈牙利空氣步槍7.5J、空氣手槍8J；義大利7.5J，超過7.5J需向警方登記；斯洛維尼亞高動能氣槍年滿18歲即可購買、使用，速度低於100m/s以下，則視為一般玩具；瑞典空氣步槍10J、空氣手槍8J；丹麥、瑞士、芬蘭、土耳其、保加利亞則無限制最大動能數；盧森堡、馬爾他、羅馬尼亞需取得執照。

## 玩具枪管制
玩具枪可能像很多没有特定监管的物品一样造成伤害。然而与大多数其他玩具不同，它的主要危险在于可能将玩具枪误认为是真枪。

#### 日本
日本的枪炮刀剑所持等管理法（于2007年2月21日开始完全实施的修正枪刀法）规定，禁止持有6mmBB弹的发射动能换算后超过0.989J的空气枪。

#### 中国
在中国，持有玩具枪可能触犯刑法，曾有多起因购买玩具枪而获刑的案例。

## 相關
- 氣槍 (生存遊戲)
- 瓦斯槍
- 牙籤弩

## 外部連結
- A toy gun, a real crime

1. ↑  張傑. . 經濟日報. 2017-06-14  [2017-09-13]. （原始内容存档于2017-09-13） （中文（臺灣））.
2. ↑  . www.gov.cn.   [2024-04-21]. （原始内容存档于2024-08-16）.
3. ↑  .   [2024-04-21]. （原始内容存档于2022-04-20）.
4. ↑  . m.xinhuanet.com.   [2024-04-21]. （原始内容存档于2024-04-21）.
5. ↑  网易. . www.163.com. 2021-04-08  [2024-04-21]. （原始内容存档于2024-04-21）.
6. ↑  . RFI - 法国国际广播电台. 2016-12-30  [2024-04-21]. （原始内容存档于2024-04-21） （中文（简体））.
7. ↑  储百亮, Raymond Zhong. . 纽约时报中文网. 2021-12-02  [2024-04-21]. （原始内容存档于2024-09-17） （中文（中国大陆））.